# サレール

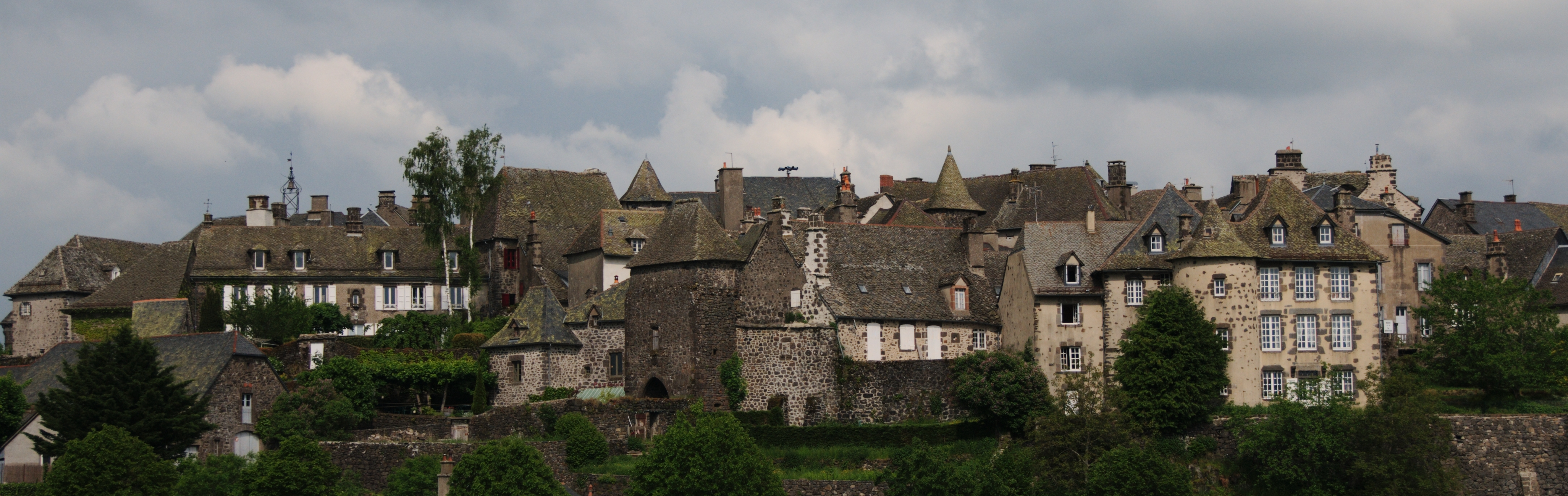
サレールの町並み

サレール （Salers）は、フランス、オーヴェルニュ＝ローヌ＝アルプ地域圏、カンタル県のコミューン。

## 地理

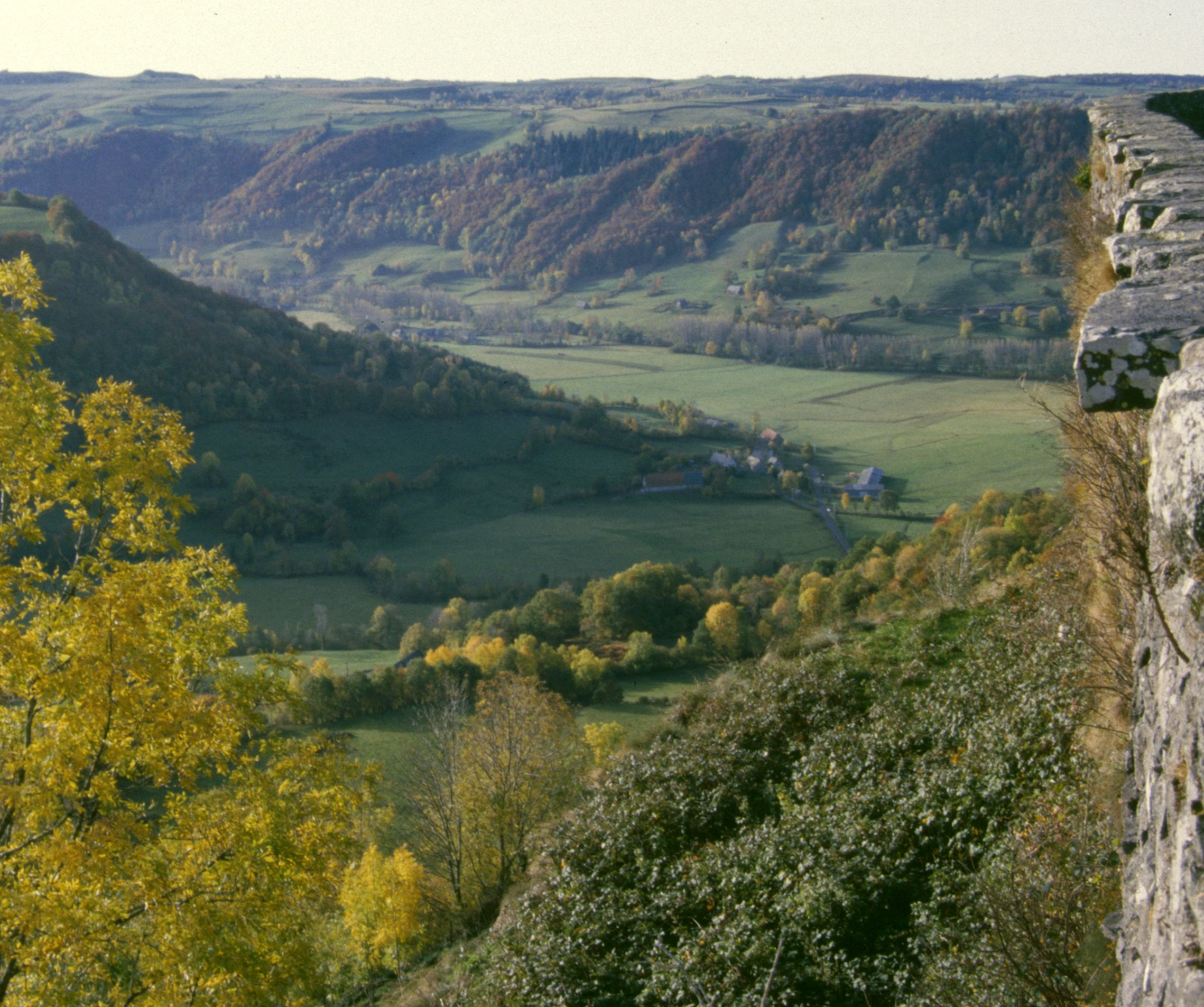
城壁跡から谷を見下ろす

サレールは、標高900mほどの高原の端にある、カンタル火山帯の西端に位置する。町はマロンヌ川谷を見下ろす玄武岩質の岩の上の城の周囲に生まれた。ここは、マロンヌ川とアスプル川が合流地点からそれほど遠くない。これら二つの谷は、西のヴィオラン山からカンタルの火山性の山々とのアクセスを可能にしている。
町は道路交通の主要なラインの近くにある。この、相対的に孤立した地理的状況と冬の厳しい天候は、町の拡大を許さず、小さく保たれることになった。
サレールの村落はまた、以下の集落が含まれている。
- ジャリジュ集落は、同じ名前の家系が代々継承した。ジャリジュ家はサレール男爵の封建領主としての地位を無視してこの土地を財産とした
- ラ・ジュルダニー集落は、領主シャルヴェ・ド・ロシュモンテの本拠地であった。ロシュモンテの荘園にはノートルダム・ド・ロレット礼拝堂も含まれた。
- ル・ムリオル集落は農村である。

## 歴史

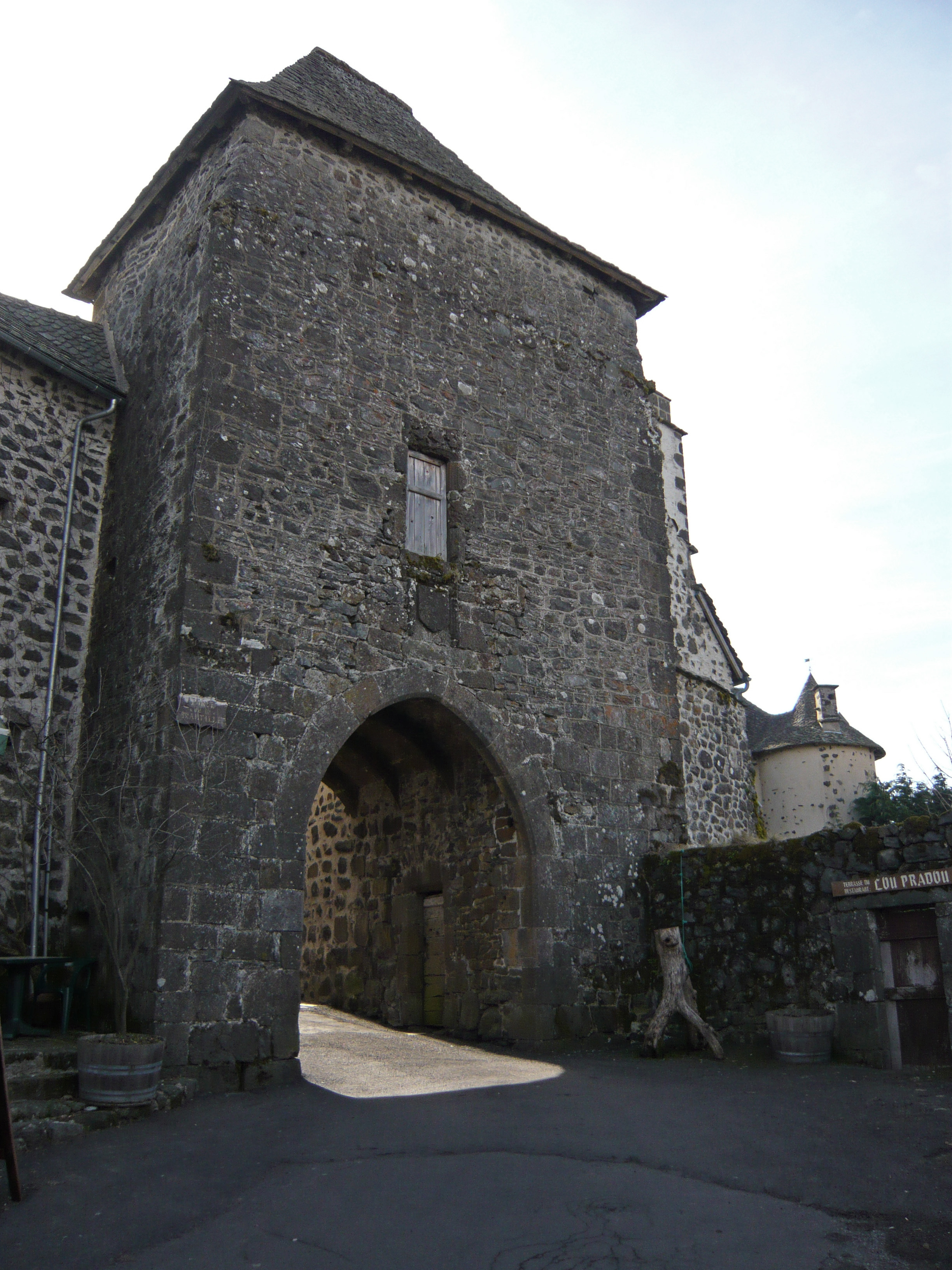
マルティーユ門

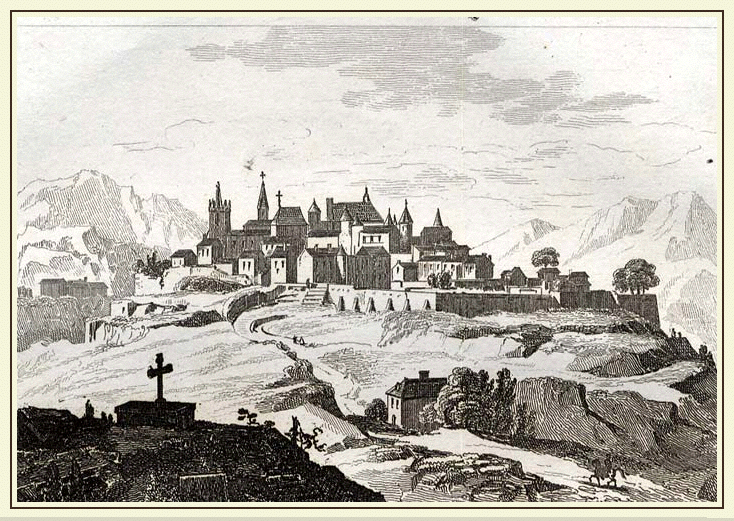
1836年に描かれたサレール

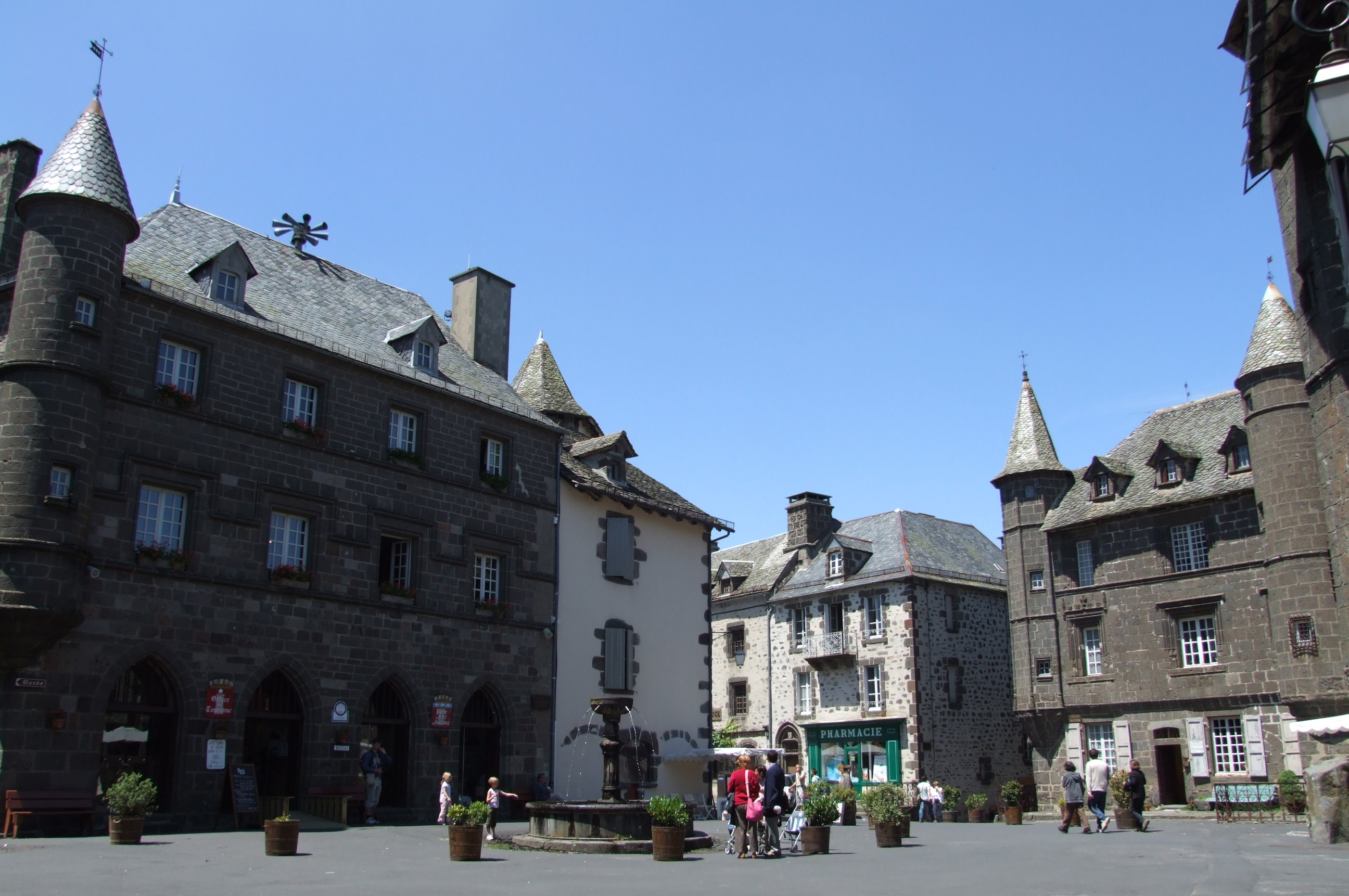
ティサンディエ＝デスクー広場

サレールの起源は現在まで知られていない。数世紀の間、代々のサレール男爵は故意に、一族がイタリア発祥であるとしてきた。サレールとサレルノに存在する共通の利点、それは2つの自治体はどちらもマタイを守護聖人としていることと、聖人の聖遺物を保有していることである。第二の仮説は、サレールの男爵たちの先祖はミュラの子爵であったことである。この情報は前記の説より信じられるが、情報源がはっきりしていない。
16世紀、サレール領主の力はダンジョンの周りに集められた、サン＝ポールとサン＝ボネの教区に挟まれた小さな町の上に広がっていた。サレール領主の家系は幾度か十字軍に参加した。1095年、セヴラン・ド・サレール男爵は第1回十字軍に参加した。彼の子孫の一人、エレム・ド・サレールは聖王ルイに従い1250年の第7回十字軍に参加した。一族の確執の結果、14世紀に領主権はペストゥイユ家とともに共有するようになり、幾度かの手続きによってサレール家が封土に対して持っていた優位性がバラバラになってしまった。
1428年以降、サレールの町の標高の高い部分の防衛が強化された。鐘楼の門およびマルティーユ門部分はこのときの防衛システムの一部である（防衛システムには最初4つの門があり、その1つはオオカミの道と呼ばれる通りに、別の1つは現在のホールに通じていた）。要塞化は、ロドリーゴ・デ・ビリャンドランド率いるイングランド軍侵攻の際に体系的な略奪を受け疲弊したブルジョワ階級によって行われた。こうした城壁は主要な役割を果たしたことはなかったが、1世紀後に利益をもたらした。しかし、城壁はサレール男爵ジャン2世主導のもと行われた領主権侵害裁判で裁かれる対象となり、サレール住民は利益を失った。フランス王は、土地を持たない全てのサレール住民がずっと城壁に対しての支払いをするよう命じたのである。
1550年以降、サレールの名声はオーヴェルニュ山地の代官区の町が回復するにつれ伸びていき、サン＝マルタン＝ヴァルムルーへクレヴクール城（ここは裕福な有力家系が集まるいわば宮廷であった）が移された。現在のティサンディエ＝デスクー広場を囲むように並ぶ、溶岩でできた住宅がほとんど建てられたのはこの時代である。本質的にはサレールはブルジョワの町で、こうして行政貴族階級が誕生した。
16世紀は宗教戦争に象徴されるが、サレールは被害から免れた。1586年2月1日の夜、ユグノーはサレールを攻略しようとした。暴力は撃退されたが、サレールの剣士の一族から19人が犠牲になった。町は後に聖霊に捧げられた（Saint-Esprit）。その一つは、サン・マチュー教区教会にある記念の絵画で、1495年に設置された有名な多彩色の墓碑と向かい合っている。この絵画は当時教区司祭であったジェロー・ヴィタリスの依頼で、教会の再建のために描かれた。
1666年、男爵フランソワ・ド・サレールは、クレルモン＝フェランの高等裁判所によって、王国の訴訟法によらず自分の領地内で敵対する人物を殺害したとして、自らの称号を剥奪された。『地面から3フィート』との言葉のもと、男爵の城は廃止された。男爵領の権利はスコライユ家が買い上げ、フランス革命までこの一族が所有した。
第二次世界大戦後、フェニエ氏が首長を務めた頃、町に大きな現代化がもたらされた。聖母の姉妹会に属した修道院は、コミューンのコレージュ建設を可能にするため取り壊された。役場前広場は改修され、町出身の農学者、エルネスト・ティサンディエ＝デスクーの像が設置された。

## 人口統計
| 1962年 | 1968年 | 1975年 | 1982年 | 1990年 | 1999年 | 2006年 | 2011年 |
| ------ | ------ | ------ | ------ | ------ | ------ | ------ | ------ |
| 533    | 521    | 480    | 451    | 439    | 401    | 368    | 354    |

参照元:1999年までEHESS、2004年以降INSEE

## 史跡
- ティサンディエ＝デスクー広場 - サレール種ウシの改良に尽力した農学者ティサンディエ＝デスクーの名を冠する。周囲はオート＝オーヴェルニュ地方のルネサンス様式で建てられた家々が囲む。ここにはアンシャン・レジーム時代に穀物市場がおかれ、各柱ごとに穀物の高さを測るための目盛りが刻まれている。
- バリアージュと呼ばれる家 - かつてセヴェストル家が所有。バリアージュと呼ばれるのは、かつての所有者がコミューンの治安判事だったためである。
- サン・マチュー教会 - 15世紀末の再建。しかし入り口にはかつてのロマネスク様式の建築部分を残す。イエズス会創設者イグナチオ・デ・ロヨラたちの『モンマルトルの誓い』を描いた17世紀のタピストリー、1495年より伝えられている多彩色の『キリスト埋葬』像がある。
- ノートルダム・ド・ロレット礼拝堂 - 19世紀のネオ・ビザンチン様式。

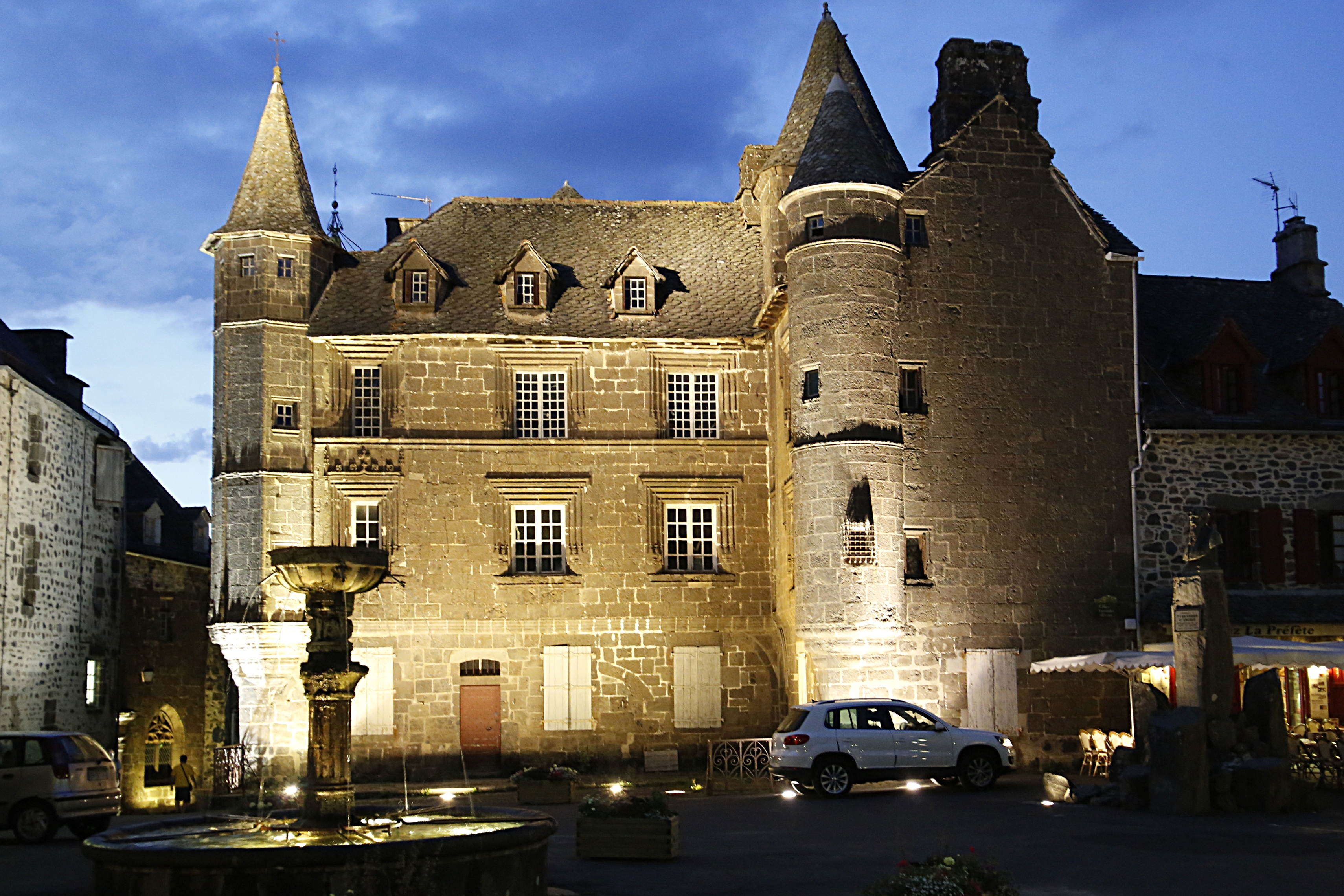
バリアージュ
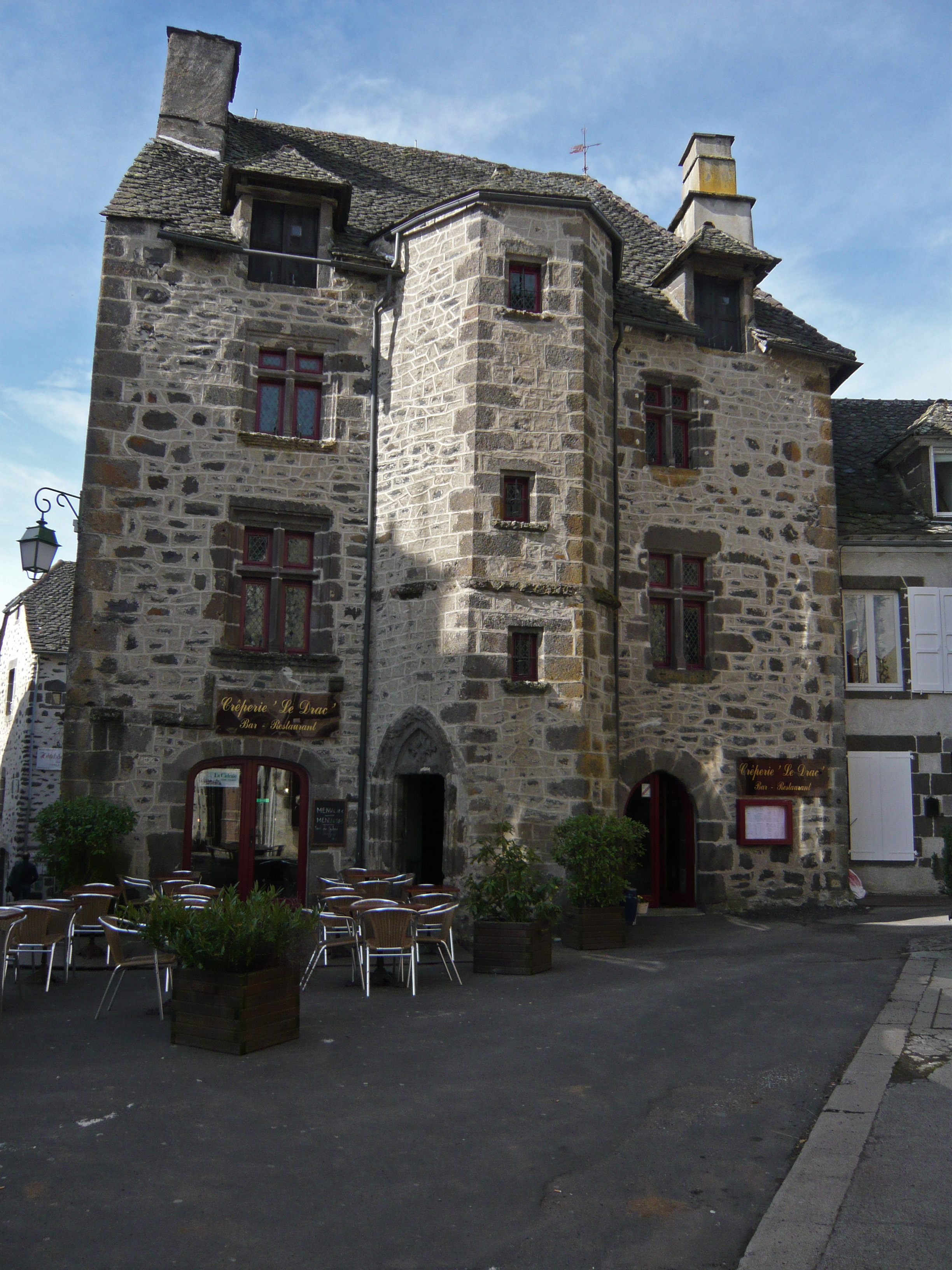
メゾン・ラコンブ
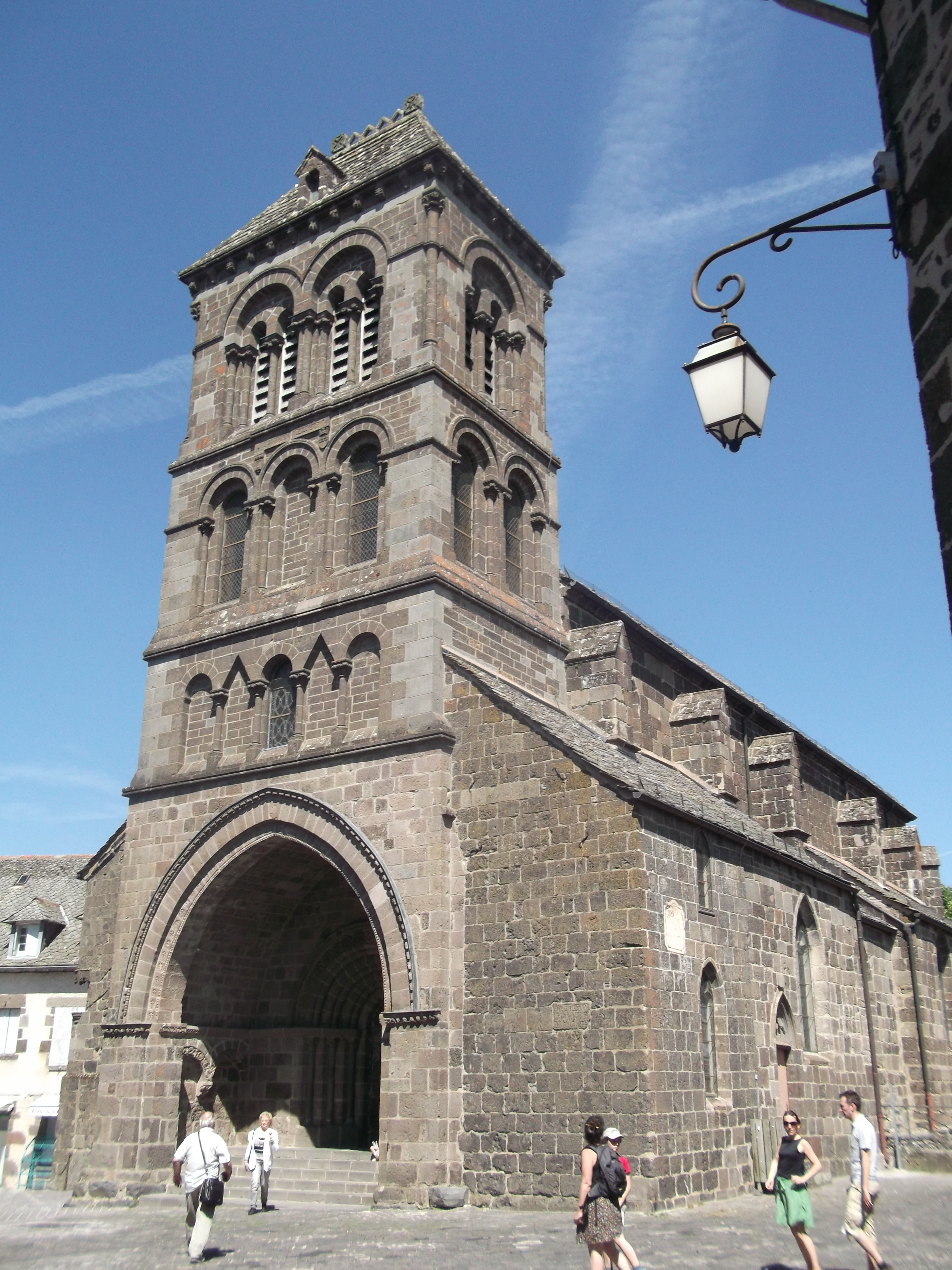
サン・マチュー教会
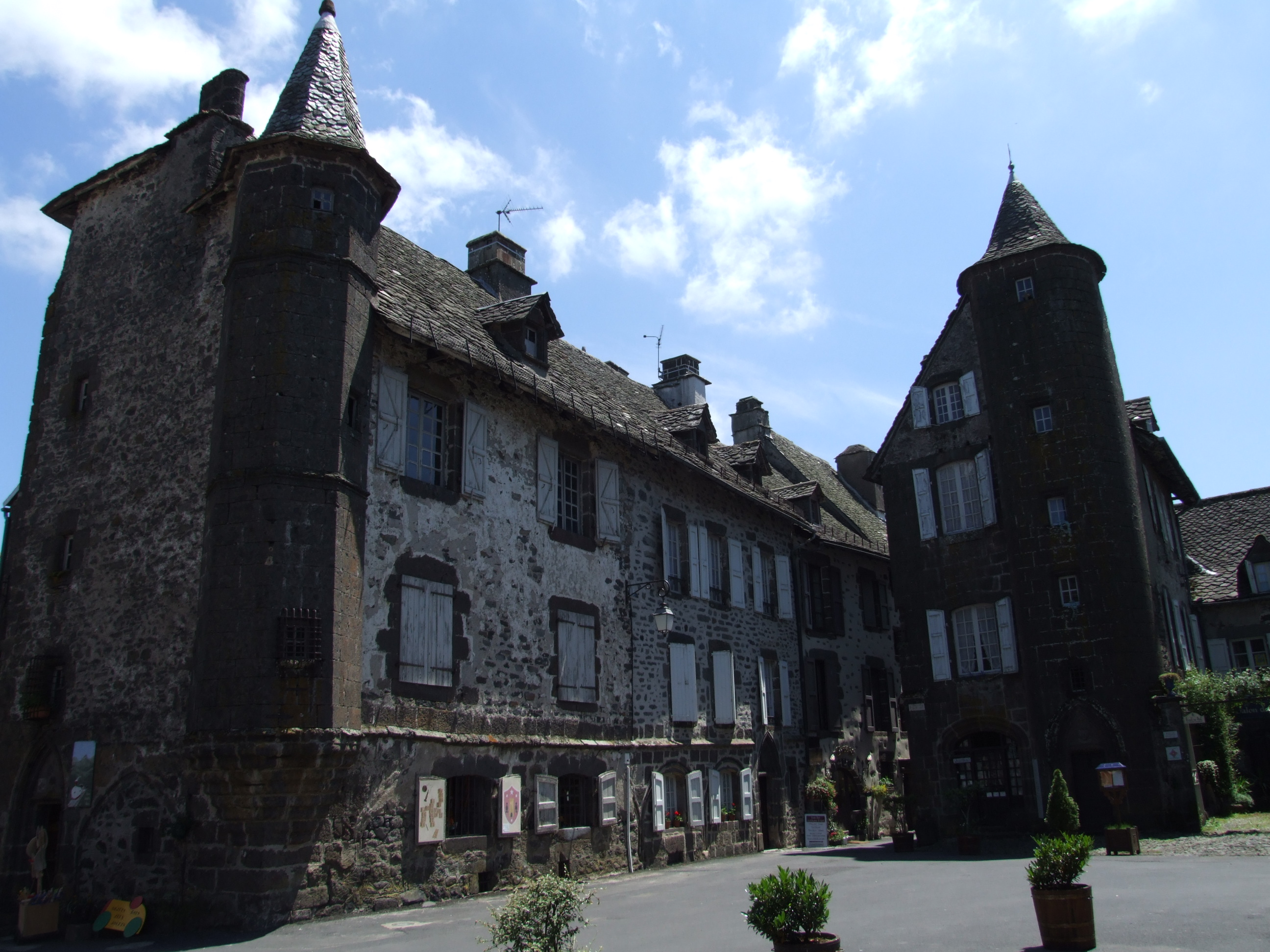
メゾン・ド・フロジュアック
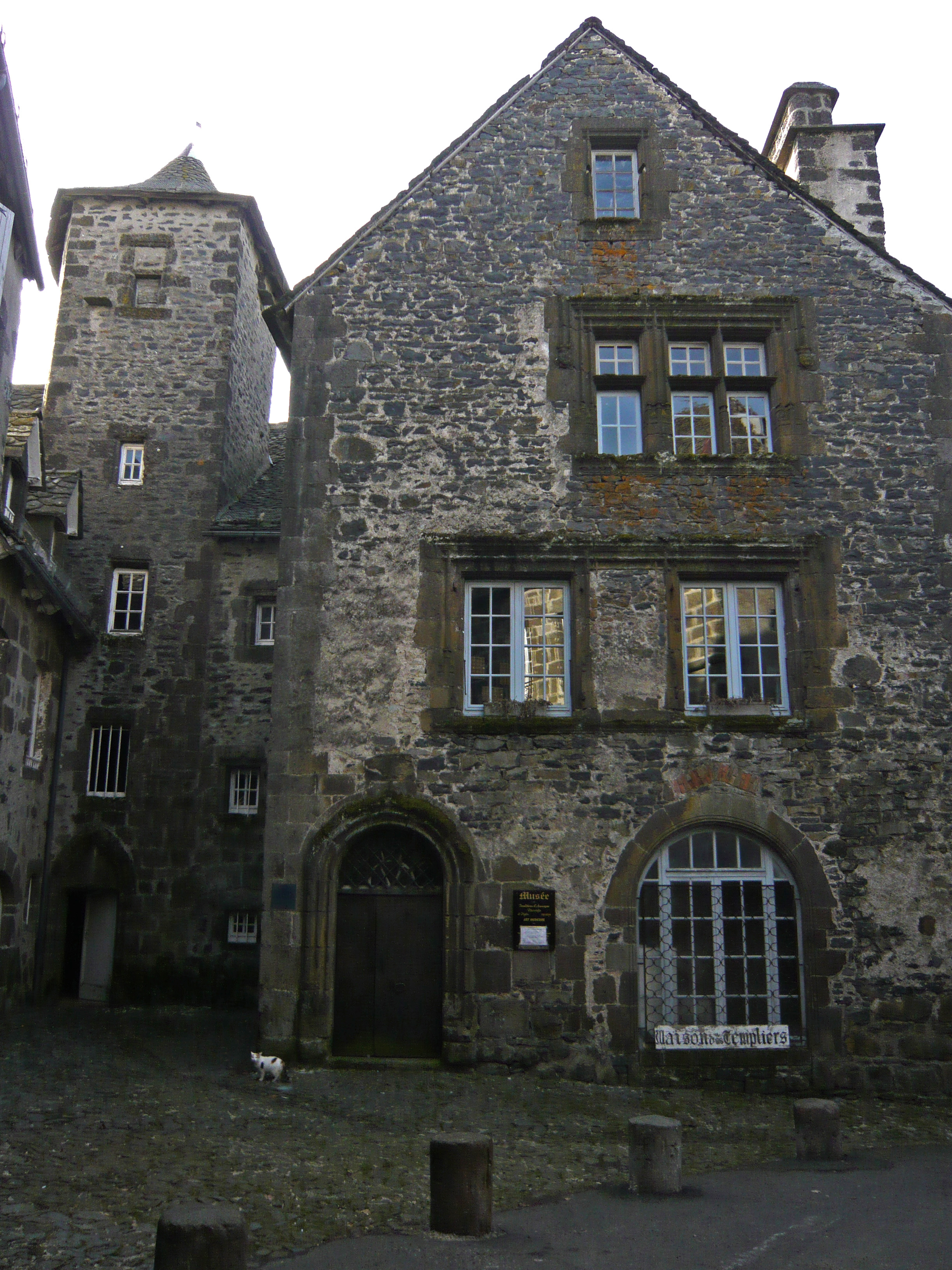
メゾン・デ・タンプリエ（テンプル騎士団邸宅）

## 特産
- サレールの名は、ウシの品種サレール種や、カンタル県特産のブランドチーズ、サレール、ゲンチアナから作られる食前酒アルコール・ド・ジャンティアーヌ（fr）にも付けられている。

## 姉妹都市
ホッローケー、ハンガリー